# Urbanització s’Estanyol
Die überwiegend aus Ferienhäusern bestehende Siedlung Urbanització s’Estanyol befindet sich am westlichen Rand des Küstenstädtchens Colònia de Sant Pere in der Bucht von Alcúdia. In der Siedlung wohnen beständig ca. 80 Menschen. Die Infrastruktur ist nach langen Jahren der Nichtbeachtung des Ortes inzwischen gut. Die wenigen Straßen sind gut ausgebaut, die Beleuchtung für den Ort passend. In der Siedlung gibt es neben ein- und Zweifamilienhäusern ein Hotel in unmittelbarer Nähe zum Meer. Die Urbanitzacio grenzt an einen großen, naturbelassenen Strand (Sa Canova). Der Ort wird gerade im Sommer vielfach von Einheimischen besucht, um sich an den Stränden aufzuhalten. In die nächstgrößere Stadt Artà gelangt man mit dem Auto in 15 Minuten. Öffentliche Verkehrsmittel gibt es nicht.